# Réseau routier de la Martinique
Cet article présente l'histoire, les caractéristiques et les événements significatifs ayant marqué le réseau routier du département de la Martinique en France.
En 2019, la longueur totale du réseau routier du département de la Martinique compte 2 123 kilomètres dont 7 km d’autoroute.

## Histoire

### XIXesiècle

#### Les routes royales
La loi du 24 avril 1833, sous la monarchie de Juillet, confère un nouveau statut aux quatre anciennes colonies de la Martinique, de la Guadeloupe, de l'île Bourbon et de la Guyane : ces colonies sont dotées chacune d'un conseil colonial, composé de membres élus sur une base censitaire. Concernant les routes, le conseil colonial de la Martinique adopte un décret le 14 février 1845, définissant les routes royales, au nombre de 23.
Sont également élevés au rang de routes royales les canaux de grande navigation du Lamentin, de la Rivière-Salée, de la Rivière-Pilote et du François.
La pente maximale de ces routes est de 7 % (article 5). Elles ont une largeur de 6 mètres en plaine, mais celle-ci peut être ramenée à 5 mètres dans certaines conditions. Les fossés doivent avoir une largeur de 1,20 mètre en partie supérieure, et de 0,40 mètre en fond, pour une profondeur de 0,40 mètre (article 7).

### XXesiècle

#### Réforme de 1951
Avec le décret du 12 juillet 1951, une partie des routes et chemins du département de la Martinique est classée dans la voirie nationale.

## Caractéristiques
En 2019, le réseau routier de la Martinique compte 2 123 km dont 7 km d’autoroute, 1 197 km de routes communales et 919 km d’autres routes (nationales et départementales).

## Liste des routes

### Routes nationales

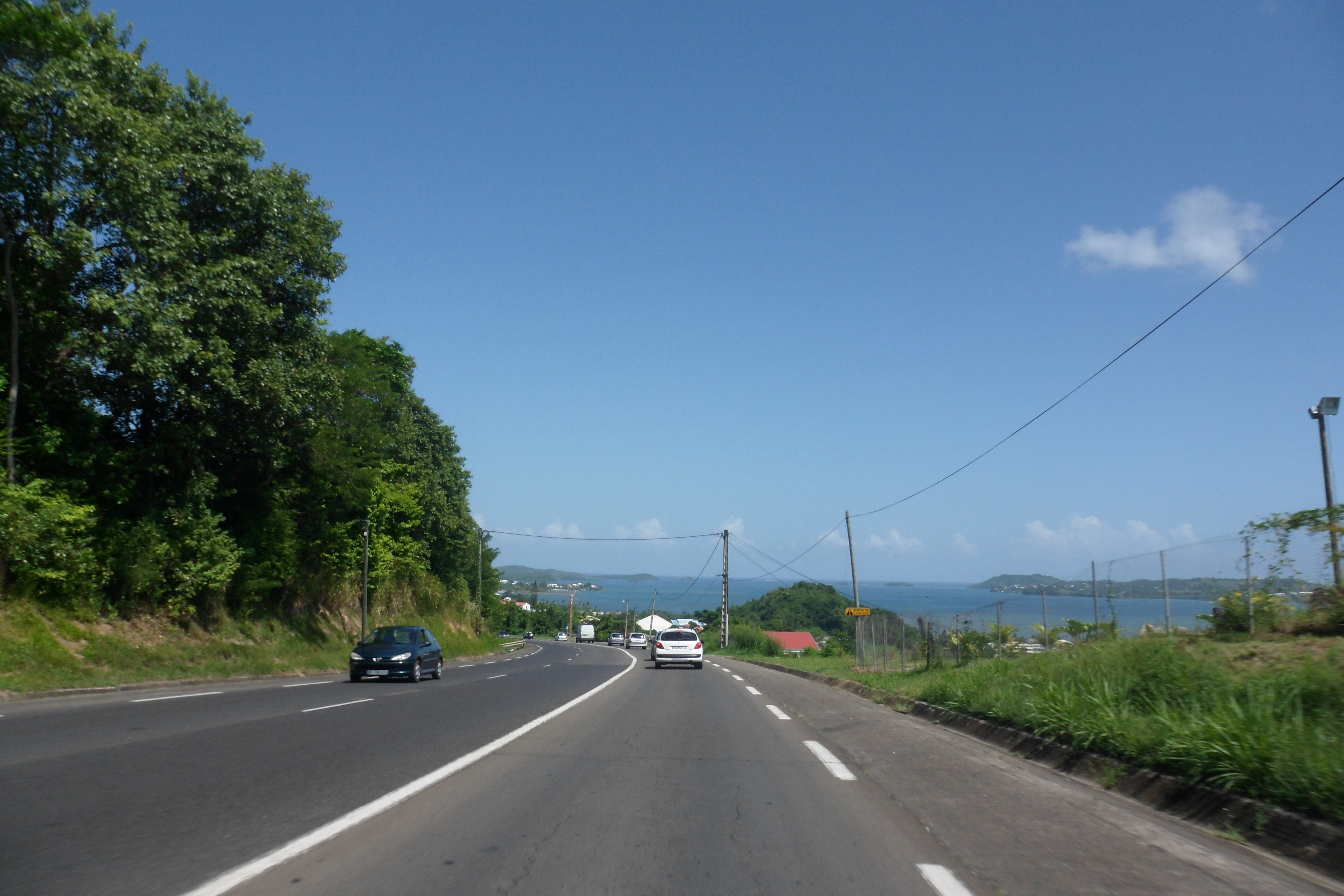
La RN1, sur la commune du Robert.

| Route nationale | Longueur (en km) | Axe                                                                |
| --------------- | ---------------- | ------------------------------------------------------------------ |
| RN 1            | 73               | Fort-de-France - Basse-Pointe par la côte Atlantique               |
| RN 2            | 39               | Fort-de-France - Le Morne-Rouge par la côte Caraïbe                |
| RN 3            | 43               | Route de la Trace : Fort-de-France - L'Ajoupa-Bouillon             |
| RN 4            | 28               | Fort-de-France - La Trinité                                        |
| RN 5            | 27               | Le Lamentin - Le Marin axe principal, elle prolonge l'autoroute A1 |
| RN 6            | 35               | Le Lamentin - Le Marin par la côte Atlantique                      |
| RN 7            | 1.5              | Desserte de Petit-Bourg (Rivière-Salée)                            |
| RN 8            | 28               | Le Lamentin - Le Marin route sinueuse par le centre de l'île       |
| RN 9            | 4                | Desserte ouest de Fort-de-France                                   |

### Routes départementales

#### Hors Fort-de-France

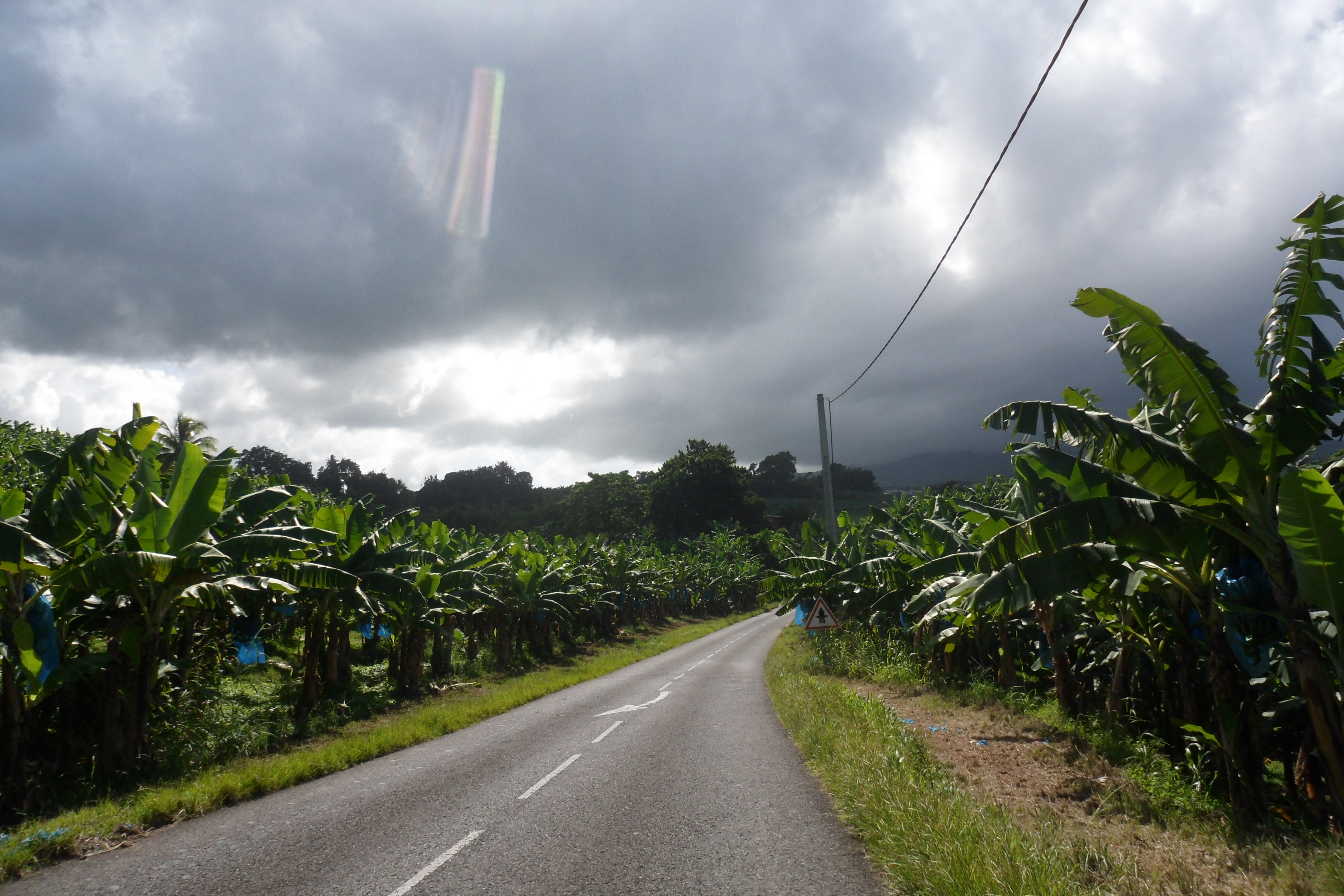
La RD22, au Lorrain.

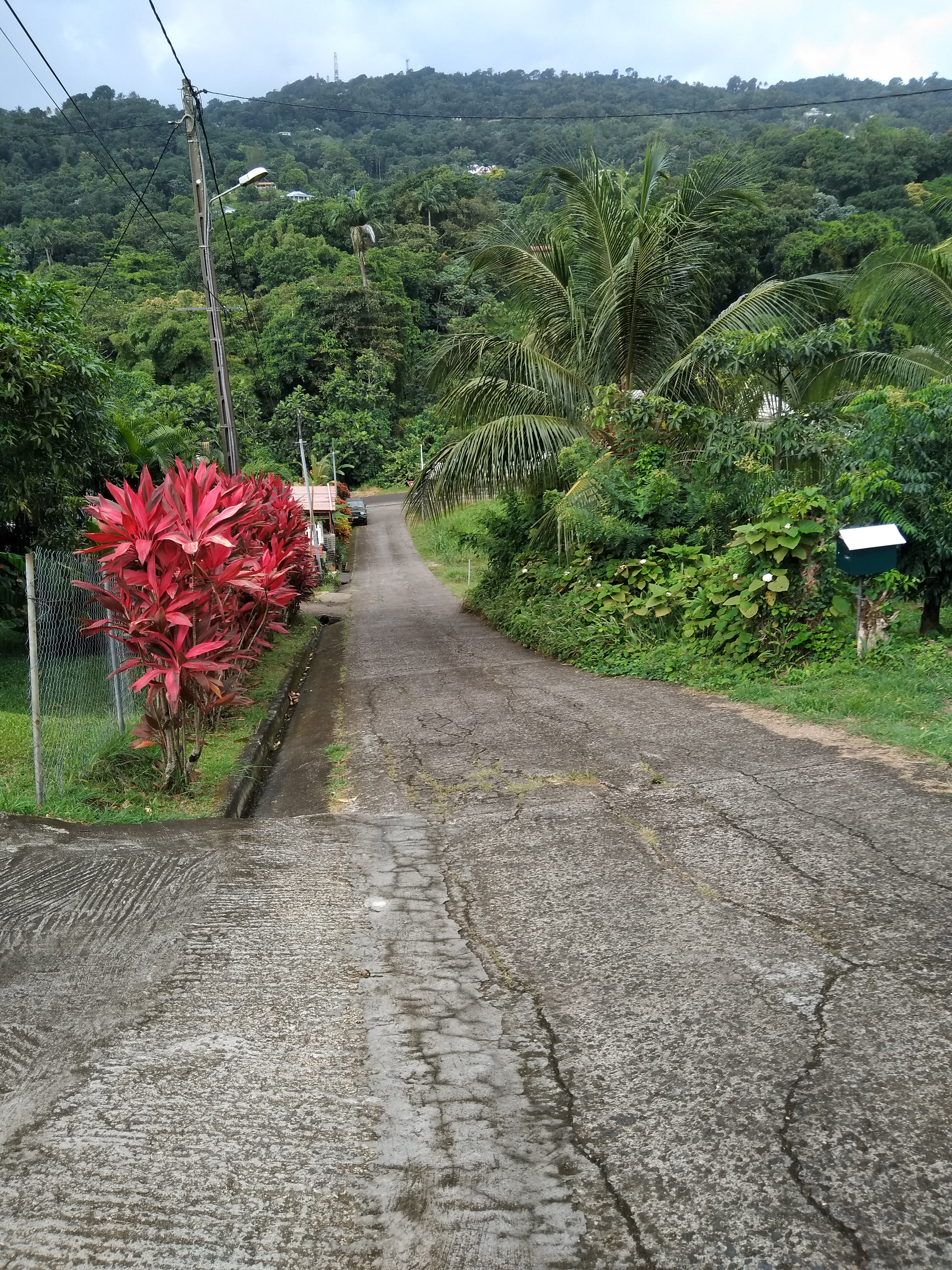
Chemin à Trinité, menant à la D 26 (Gros Morne-Tracée)

| Route départementale | Longueur (en km) | Axe                                                                                              |
| -------------------- | ---------------- | ------------------------------------------------------------------------------------------------ |
| 1                    | 54               | Le François - Vert-Pré (Le Robert) - Gros-Morne - Fonds-Saint-Denis - Saint-Pierre               |
| 1A                   | 0.5              | desserte du François                                                                             |
| 2                    | 24               | Le Calvaire (Gros-Morne) - La Trinité - Tartane (La Trinité) - Presqu'île de la Caravelle        |
| 2A                   | 0.4              | desserte de La Trinité                                                                           |
| 3                    | 19               | Lareinty (Le Lamentin) - Le Lamentin - Vert-Pré (Le Robert) - La Trinité                         |
| 3A                   | 2.9              | desserte de Pelletier (Le Lamentin)                                                              |
| 3B                   | 5                | Plaisance (Gros-Morne) - Crois Odilon (Gros-Morne)                                               |
| 3C                   | 0.5              | desserte du Lamentin                                                                             |
| 4                    | 4.7              | Ducos - Fonds Savane (Le François)                                                               |
| 4A                   | 1                | desserte de Petit-Bourg (Rivière-Salée) - Le François                                            |
| 5                    | 19.7             | Ducos - Le Saint-Esprit - Le Vauclin                                                             |
| 6                    | 14.2             | Petit-Bourg (Rivière-Salée) - Le Saint-Esprit - Le François                                      |
| 7                    | 42               | Route des Anses : Rivière-Salée - Les Trois-Îlets - Les Anses-d'Arlet - Le Diamant - Sainte-Luce |
| 7A                   | 3                | Rivière-Salée - Les Coteaux (Sainte-Luce)                                                        |
| 8                    | 15               | Rivière-Salée - Rivière-Pilote                                                                   |
| 8A                   | 0.7              | Boulevard sud de Rivière-Salée                                                                   |
| 9                    | 9.7              | Le Marin - Sainte-Anne - Grande Anse des Salines                                                 |
| 9A                   | 2.5              | desserte de Sainte-Anne                                                                          |
| 10 (nord)            | 13               | Basse-Pointe - Macouba - Grand'Rivière                                                           |
| 10 (sud)             | 14               | Saint-Pierre - Le Prêcheur - Céron (Le Prêcheur)                                                 |
| 10A                  | 2.5              | desserte de Saint-Pierre                                                                         |
| 11                   | 8.5              | Saint-Pierre - Propreté (Le Morne-Rouge)                                                         |
| 12 (nord)            | 5.7              | desserte de Fond Labour (Le Lorrain)                                                             |
| 12 (centre)          | 1.8              | desserte de Champflore (Le Morne-Rouge)                                                          |
| 12 (sud)             | 2                | desserte de Fonds-Saint-Denis                                                                    |
| 13                   | 6                | Sainte-Thérèse (Fort-de-France) - Long Pré (Le Lamentin)                                         |
| 13A                  | 3                | Châteaubœuf (Fort-de-France) - Gondo-Saint-Jose (Fort-de-France)                                 |
| 14                   | 6.5              | Californie (Fort-de-Frane) - Morne-Poirier (Fort-de-France)                                      |
| 14A                  | 3.5              | desserte de Châteaubœuf (Fort-de-France), Acajou (Le Lamentin)                                   |
| 15                   | 28               | Le Lamentin - Gros-Morne - Le Marigot                                                            |
| 15A                  | 1                | Boulevard sud du Lamentin                                                                        |
| 15B                  | 8                | Saint-Joseph - Flamboyants (Gros-Morne)                                                          |
| 15C                  | 4.5              | Le Marigot - Dominante (Le Marigot)                                                              |
| 16                   | 14               | Les Quatre Croisées (Le François) - Le Bois Soldat (Le François)                                 |
| 17                   | 12               | Sainte-Luce - Le Saint-Esprit                                                                    |
| 18                   | 24               | Sainte-Luce - Rivière-Pilote - Josseaud (Le Vauclin) - La Dumaine (Le François)                  |
| 18A                  | 2.5              | desserte de Rivière-Pilote                                                                       |
| 19                   | 5                | Morne-aux-Bœufs (Le Carbet) - Le Morne-Vert - Caplet (Le Morne-Vert)                             |
| 20                   | 10.9             | Grand-Anse (Le Carbet) - Le Morne-Vert - Bellefontaine                                           |
| 20A                  | 0.6              | desserte du centre hospitalier du Carbet                                                         |
| 21                   | 8                | Basse-Pointe - Sancé (L'Ajoupa-Bouillon)                                                         |
| 22 (est)             | 8                | desserte de Macédoine (Le Lorrain), Morne Guérin (Le Lorrain)                                    |
| 22 (ouest)           | 3                | desserte de Morne Degras (Le Lorrain)                                                            |
| 22B                  | 3                | desserte de Macédoine (Le Lorrain)                                                               |
| 23                   | 4                | desserte de Pain de Sucre (Sainte-Marie)                                                         |
| 24                   | 6                | desserte de Pérou (Sainte-Marie)                                                                 |
| 24B                  | 4                | desserte de Reculée (Sainte-Marie)                                                               |
| 25                   | 4.5              | Petite Rivière Salée (Sainte-Marie) - Morne-des-Esses                                            |
| 25A                  | 3.5              | Brin d'Amour (La Trinité) - Rodon (Sainte-Marie)                                                 |
| 26                   | 5.5              | desserte de La Tracée (Gros-Morne), de Galion (La Trinité)                                       |
| 27                   | 8                | Chapelle (Saint-Joseph) - Pelletier (Le Lamentin)                                                |
| 28                   | 9                | L'Union (le Lamentin) - Pontaléry (Le Robert)                                                    |
| 29                   | 7                | Chopotte (Le François) - Morne Pitault (Le Lamentin)                                             |
| 29A                  | 3                | Chopotte (Le François) - Four à Chaux (Le Robert)                                                |
| 30                   | 4                | Le François - Belle-Âme (Le François)                                                            |
| 31                   | 4                | desserte de Perriolat (Le Saint-Esprit)                                                          |
| 32                   | 7                | Fonds Mulâtres (Le Vauclin) - Morne Courbaril (Le Marin)                                         |
| 33                   | 3.5              | desserte de Ferré (Le Marin)                                                                     |
| 34                   | 5                | Régale (Le Saint-Esprit) - Josseaud (Le Vauclin)                                                 |
| 35                   | 6                | Rivière-Salée - Lépinay (Sainte-Luce)                                                            |
| 35A                  | 5                | Dédé (Rivière-Salée) - Fonds-Masson (Le Saint-Esprit)                                            |
| 36                   | 5                | Trois Rivières (Sainte-Luce) - Lépinay (Sainte-Luce)                                             |
| 37                   | 11.7             | Les Anses-d'Arlet - Le Diamant                                                                   |
| 38 (nord)            | 3.5              | desserte de l'Anse-Mitan, de la Pagerie (Les Trois-Îlets)                                        |
| 38 (sud)             | 2                | desserte de Morne-Blanc (Le Diamant)                                                             |
| 39                   | 2.9              | desserte de l'Aileron (Le Morne-Rouge)                                                           |
| 61                   | 0.7              | desserte du Gros Colirou (Le Carbet)                                                             |
| 62                   | 4.5              | desserte du Carbet                                                                               |
| 63 (nord)            | 5                | desserte de Verrier (Bellefontaine)                                                              |
| 63 (sud)             | 4                | desserte de Grand Fond (Case-Pilote)                                                             |

#### A Fort-de-France
| Route départementale | Longueur (en km) | Axe                                                                                           |
| -------------------- | ---------------- | --------------------------------------------------------------------------------------------- |
| 40                   | 1                | desserte de Châteauboeuf (Fort-de-France)                                                     |
| 41                   | 6.4              | Rocade de Fort-de-France                                                                      |
| 42                   | 1.2              | Front de Mer (Fort-de-France)                                                                 |
| 43                   | 3.2              | Schœlcher - Sainte-Catherine (Fort-de-France)                                                 |
| 43A                  | 0.3              | desserte de Morne-Tartenson (Fort-de-France)                                                  |
| 44                   | 4                | Schœlcher - Terres-Sainville (Fort-de-France)                                                 |
| 45                   | 10               | Morne-Tartenson (Fort-de-France) - Didier (Fort-de-France) - Fontaine Didier (Fort-de-France) |
| 46                   | 0.7              | desserte de Terres-Sainville (Fort-de-France)                                                 |
| 47                   | 13               | desserte de Redoute, Bois du Parc (Fort-de-France)                                            |
| 48                   | 4                | desserte du centre-ville, de Moutte (Fort-de-France)                                          |
| 49                   | 1.2              | desserte de Redoute (Fort-de-France)                                                          |
| 50                   | 0.4              | desserte de Sainte-Catherine (Fort-de-France)                                                 |
| 51                   | 0.8              | desserte de Terres-Sainville (Fort-de-France)                                                 |
| 52                   | 2                | desserte du centre-ville, de Terres-Sainville (Fort-de-France)                                |
| 53                   | 0.7              | desserte de Sainte-Catherine, la Pointe des Nègres (Fort-de-France)                           |
| 54                   | 0.7              | desserte de Schœlcher                                                                         |
| 55                   | 0.9              | desserte de Didier (Fort-de-France)                                                           |
| 56                   | 0.9              | desserte de la Pointe des Nègres (Fort-de-France)                                             |
| 57                   | 1                | desserte de Dabadie (Fort-de-France)                                                          |
| 58                   | 1                | desserte de Moutte (Fort-de-France)                                                           |
| 59                   | 1.6              | desserte de la Pointe des Carrières (Fort-de-France)                                          |